# Collegedale
Collegedale é uma cidade localizada no estado norte-americano de Tennessee, no Condado de Hamilton.

## Demografia
Segundo o censo norte-americano de 2000, a sua população era de 6514 habitantes.
Em 2006, foi estimada uma população de 7323, um aumento de 809 (12.4%).

## Geografia
De acordo com o United States Census Bureau tem uma área de
21,6 km², dos quais 21,6 km² cobertos por terra e 0,0 km² cobertos por água.

## Localidades na vizinhança
O diagrama seguinte representa as localidades num raio de 16 km ao redor de Collegedale.